# Canthigaster criobe
Canthigaster criobe, tên thông thường tiếng Anh là Striped toby (cá nóc sọc), là một loài cá biển thuộc chi Canthigaster trong họ Cá nóc. Loài này được mô tả lần đầu tiên vào năm 2012.

## Danh pháp khoa học
Loài cá này được đặt theo tên của Trung tâm Nghiên cứu Đảo và Đài quan sát Môi trường (tiếng Pháp: Centre de Recherche Insulaire et Observatoire de l'Environnement; viết tắt: CRIOBE) tại Moorea, Polynesia thuộc Pháp.

## Phân bố và môi trường sống
C. criobe có phạm vi phân bố ở Nam Thái Bình Dương. Mẫu vật duy nhất của loài này được tìm thấy ở quần đảo Gambier (Polynesia thuộc Pháp), được thu thập xung quanh các rạn san hô ở độ sâu khoảng từ 15–20 mét (49–66 ft).

## Mô tả
Chiều dài được ghi nhận ở C. criobe là gần 4 cm, dựa trên mẫu vật duy nhất của nó. Cơ thể có màu nâu nhạt với khoảng 14 sọc màu nâu cam chạy dọc theo chiều dài của thân. Đầu và mõm có màu nâu cam.
Số gai ở vây lưng: 0; Số tia vây mềm ở vây lưng: 9; Số gai ở vây hậu môn: 0; Số tia vây mềm ở vây hậu môn: 9; Số tia vây mềm ở vây ngực: 17; Số đốt sống: 17.
Cũng như những loài cá nóc khác, C. criobe có khả năng sản xuất và tích lũy các độc tố như tetrodotoxin và saxitoxin trong da, tuyến sinh dục và gan. Mức độ độc tính khác nhau tùy theo từng loài, và cũng phụ thuộc vào khu vực địa lý và mùa. Thức ăn của C. criobe có thể tương tự như những loài cùng chi, bao gồm các loài động vật giáp xác và động vật thân mềm.